# کارگروه ناپدیدشدگان اجباری و غیر ارادی
کارگروه ناپدیدشدگان اجباری و غیر ارادی برای تحقیق در مواردی که افراد توسط دولت‌ها در زندان‌های مخفی بازداشت یا کشته می‌شوند و اجساد آنها از بین می‌رود تا هیچ مدرکی باقی نماند تشکیل شده‌است.

## مأموریت سازمان ملل
کمیسیون حقوق بشر سازمان ملل متّحد این نهاد را در تاریخ ۱۰ اسفند ۱۳۵۸ (۲۹ فوریه ۱۹۸۰) با استفاده از قطعنامه‌ای که مأموریت آن را نیز تعیین می‌کرد به وجود آورد. این مأموریت سازمان ملل به سه سال محدود شده‌است و به‌طور منظم تمدید می‌شود. مدّت زمان یک مأموریت حداکثر به شش سال محدود می‌شود.
در سال ۲۰۰۶، کمیسیون حقوق بشر سازمان ملل متّحد توسط شورای حقوق بشر سازمان ملل متّحد جایگزین گردید. اکنون این شورا مسئول است و اِعمال نظارت می‌کند. این مأموریت در ۱۵ مهر ۱۳۹۹ (۶ اکتبر ۲۰۲۰) تمدید شد.
اعضای کارگروه، کارمندان سازمان ملل نیستند امّا از طرف سازمان ملل به آنها مأموریت واگذار می‌شود. در این رابطه، شورای حقوق بشر سازمان ملل یک کردارنامه رفتاری را تصویب کرده‌است. وضعیت مستقل نمایندگان منتخب برای انجام بی‌طرفانه وظایف آنها بسیار مهم است.
کارگروه ناپدیدشدگان اجباری و غیر ارادی، تحقیقات موضوعی انجام داده، رهنمودهایی برای بهبود حقوق بشر تهیه می‌کند. اعضای آن از کشورها بازدید می‌کنند و می‌توانند به عنوان مشاور توصیه‌هایی را ارائه دهند. وظایف این کارگروه شامل بررسی ارتباطات و ارائه پیشنهادات به کشورها برای چگونگی رفع هرگونه سوء استفاده است. این کارگروه همچنین مراحل تکمیلی را ایجاد می‌کند که در طی آن اِعمال توصیه‌ها را بررسی می‌کند. برای این منظور، گزارش‌های سالانه خود را به توجّه شورای حقوق بشر سازمان ملل و مجمع عمومی سازمان ملل می‌رساند.

## اعضای کارگروه ناپدیدشدگان اجباری و غیر ارادی
| نام                   | کشور      | از سال |
| --------------------- | --------- | ------ |
| آقای برنارد دوهیمه    | کانادا    | ۲۰۱۴   |
| آقای ته-اونگ بایک     | کره جنوبی | ۲۰۱۵   |
| خانم هوریا اس-سلامی   | مراکش     | ۲۰۱۴   |
| آقای هنریکاس می‌کویچز  | لیتوانی   | ۲۰۱۵   |
| آقای لوسیانو ا. هازان | آرژانتین  | ۲۰۱۷   |

## قراردادحقوق بشربین‌المللیمرتبط
رجوع شود به کنوانسیون بین‌المللی حمایت از تمامی اشخاص در برابر ناپدیدشدن اجباری.